# Walid Dschumblat

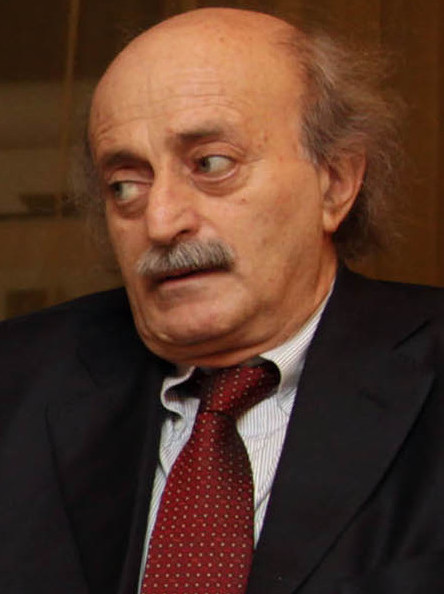
Walid Dschumblat

Walid Bey Dschumblat (arabisch وليد جنبلاط Walid Dschanbulat, DMG Walīd Ǧanbulāṭ, französisch Walid Joumblatt, * 7. August 1949) ist ein libanesischer Politiker. 

## Leben
Der Ursprung der Familie Dschumblat ist die kurdisch-drusische Familie Canbulâdoğlu, die auf den Gouverneur von Aleppo al-Kirdi Janboulad Ibn Kassem Al Kaisari (1530–1580) zurückgeht.
Walid Dschumblat ist der Sohn von Kamal Dschumblat, der Parteiführer der Sozialistischen Fortschrittspartei des Libanon (PSP, Vollmitglied der Sozialistischen Internationale) und der einflussreichste Führer der Drusen im Libanon, die bis 1990 auch eine mindestens 6000 Mann starke Miliz umfasste und im Libanesischen Bürgerkrieg zusammen mit der PLO, Kommunisten und Nasseristen gegen die mit Syrien verbündete Amal-Miliz und christliche Rechtsmilizen kämpfte.
Walid Dschumblat gilt als Gegner der syrischen Einflussnahme auf den Libanon. 1988 bis 1991 stand er jedoch in Allianz mit Syrien gegen die Militärregierung des Maroniten Michel Aoun und favorisierte damals sogar einen Anschluss Libanons an Syrien.